# Іллер
Іллер (нім. Iller) — річка на півдні Німеччини, права притока Дунаю.
Довжина річки — 147 км, площа басейну — 2152 км². Витік річки знаходиться в Брегенцькому лісі на території комуни Оберстдорф (регіон Альгой) біля кордону із Австрією, далі протікає в північному напрямку територією федеральних земель Баварія та Баден-Вюртемберг, впадаючи в Дунай в місті Ульм.
На річці розташовано декілька ГЕС.
Найбільші міста на річці — Зонтгофен, Імменштадт-ім-Альгой, Кемптен, Ульм.